# Сухат
Сухат (рум. Suhat) — село в Кантемирском районе Молдавии. Наряду с сёлами Баймаклия и Акуй входит в состав коммуны Баймаклия.

## География
Село расположено на высоте 179 метров над уровнем моря.

## Население
По данным переписи населения 2004 года, в селе Сухат проживает 323 человека (165 мужчин, 158 женщин).
Этнический состав села:
| Национальность | Число жителей | Процентный состав |
| -------------- | ------------- | ----------------- |
| молдаване      | 323           | 100.0             |
| Всего          | 323           | 100%              |